# Dyckia pernambucana
Dyckia pernambucana är en gräsväxtart som beskrevs av Lyman Bradford Smith. Dyckia pernambucana ingår i släktet Dyckia och familjen Bromeliaceae. Inga underarter finns listade i Catalogue of Life.